# Пикардский язык
Пика́рдский язы́к (пикард. picard) — романский ойльский язык, ныне тесно связанный с французским языком. Является разговорным во французском регионе О-де-Франс и бельгийском — Валлония (где также употребляется валлонский язык). В Пикардии этот язык называют picard, однако в северных департаментах О-де-Франс он больше известен под названием ch’ti (шти) или ch’timi, в Валансьене и Лилле его называют rouchi (руши). Также может использоваться термин «северный (пикардский) патуа». В Средние века, до установления литературного французского языка на основе диалекта Парижа, пикардский язык имел собственную литературную форму, пользовался популярностью и имел значительный престиж на севере Франции. В настоящее время из-за резкого сужения сферы использования в ходе языковой политики правительства Франции по централизации языка (дирижизм) представляет собой диалект собственно французского языка, и ограниченно используется лишь в региональном фольклоре для придания национального колорита.

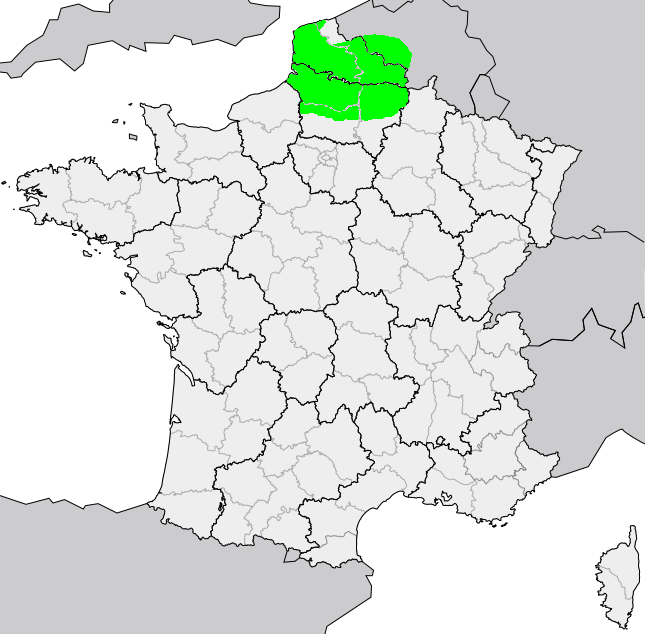
Пикардский язык
О-де-Франс — Валлония

## Происхождение
Пикардский язык, как и другие романские языки, развился на основе простонародной латыни поздней античности. Располагаясь на периферии романского ареала Европы вдоль романо-германской языковой границы, испытал сильное влияние соседних германских языков, в первую очередь нидерландского. Средневековый пикардский язык занимал промежуточное положение между нормандским языком на западе и валлонским языком на востоке (наиболее германизированным из всех). Германцы составили значительную часть населения Пикардии, Шампани и Нормандии во времена раннего Средневековья. Поскольку они занимали более высокие социальные позиции во Франкском государстве, нежели автохтонные галло-римляне, престиж романской речи этих регионов был также выше, поскольку именно ей в первую очередь овладевали германцы. Средневековые летописцы указывали, что престиж пикардской речи был настолько высок, что господство этого языка начиналось «у северных ворот Парижа». При этом на периферии пикардского ареала германская речь сохранялась довольно долго. Город Кале был нидерландоязычным до конца XVI века, что позволило англичанам контролировать город до 1588 г. (См. Британский Кале). Дюнкерк и многие сельские округа были двуязычными или даже преимущество нидерландоязычными до начала XX века.

## Родство
Средневековый пикардский язык занимал промежуточное положение между нормандским языком на западе и валлонским языком на востоке (наиболее германизированным из всех романских идиомов). При этом от франсийского диалекта (лёгшего в основу литературного французского языка) пикардский язык отличается бо́льшим консерватизмом в фонетическом плане.

### Языковые особенности. Различия между ойльскими диалектами
Ироничное прозвище, употребляемое для обозначения пикардской речи — «ch’ti» (шти), буквально «это ты». Появление слова «ch’ti» относят к Первой мировой войне, когда местные пикардские фронтовики узнавали друг друга по диалогу «Ch’est ti ? — Ch’est mi» (C’est toi ? — C’est moi), (Это ты ? — Я). Элизия дала конечный результат «ch’ti» (шти). Пикардский язык фонетически отличается от центральных ойльских языков, которые превратились в современный французский язык. Среди наиболее значительных черт, отличающих пикардский язык, является меньшая степень палатализации по сравнению с другими ойльскими языками. Характерные архаичные черты пикардского по сравнению с французским — это сохранение латинских согласных звуков [к] и [г] перед а.
- пикард. keval ~ старофр. cheval (произносилось как чеваль), от вульг. *kábal из лат. cáballus) : /k/ сохран. перед звуками /a/ и /ɔ/;
- пикард. gambe ~ старофр. jambe (произносилось как djambe), от вульг. *gámbe (из лат. gámba) : /g/ сохран. перед звуками /a/ и /ɔ/ ;
- пикард. kief ~ старофр. chef, от *káf (лат. cáput «голова», «глава»);
- пикард. cherf (произн. как tcherf) ~ старофр. cerf (произносилось tserf), от *kárf (лат. cérvus): простая ассимиляция в пикардск. языке на манер итальянск.
- пикард. cachier (произн. как catchier) ~ старофр. chacier (произн. как tchatsier, из которого развилось современ. фр. chasser, «охотиться», «преследовать»; ср. соврем. исп. cachar «ловить»). Из норманского варианта этого слова «cacher» развился английский глагол «catch» «ловить».

### Пример текста на пикардском и французском языках
Как пример «шти» можно привести некоторые слова и словосочетания :
- Mi, à quate heures, j’archine eune bonne tartine = Moi, à quatre heures, je mange une bonne tartine.
- Cayelle = Chaise .
- Quind un Ch’ti mi i’est‘à l’agonie, savez vous bin che qui li rind la vie ? I bot un d’mi. (Les Capenoules (музыкальная группа)) = Quand un Nordiste est à l’agonie, savez-vous bien ce qui lui rend la vie ? Il boit un demi .

## Статус языка

### Франция
Пикардский язык не преподаётся в школах (за исключением внеклассных кружков для волонтёров) и не является общеупотребительным даже на севере Франции. Тем не менее он изучается на филологических факультетах университетов в северофранцузских городах Лилль и Амьен в составе романистики и сравнительно-исторического языкознания. Письменный пикардский язык ограниченно используется в вывесках небольших городов и посёлков, устный — в фольклоре, присказках и поговорках, разного рода обрядах.

### Бельгия

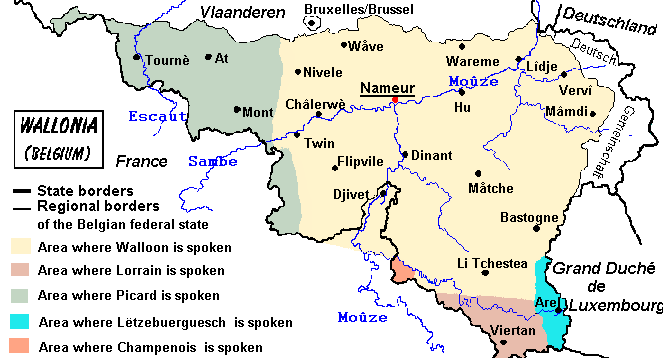
Лингвистическая карта Валлонии. Ареал пикардского языка отмечен зелёным.

Французское сообщество Бельгии (La Communauté française de Belgique) указом 1990 года признало пикардский язык региональным языком наряду с валлонским, лотарингским (гомский диалект), шампанским и лотарингским франкским языками. Пикардский язык не преподаётся во французских школах. Количество говорящих на этом языке непрерывно сокращается, а большинство тех его носителей, для которых этот язык является родным, старше 50 лет.

## Пикардская Википедия
Существует раздел Википедии на пикардском языке («Пикардская Википедия»), первая правка в нём была сделана в ? году. По состоянию на 11:59 (UTC) 20 марта 2025 года раздел содержит 5880 статей (общее число страниц — 11 679); в нём зарегистрирован 19 361 участник, двое из них имеют статус администратора; 35 участников совершили какие-либо действия за последние 30 дней; общее число правок за время существования раздела составляет 75 995.

## Кино
Стереотипные представления о «шти» обыгрываются в современной французской комедии «Бобро поржаловать».